# Canton Caluma
Canton Caluma är en kanton i Ecuador.   Den ligger i provinsen Bolívar, i den centrala delen av landet, 180 km sydväst om huvudstaden Quito.